# 鈴木梅四郎

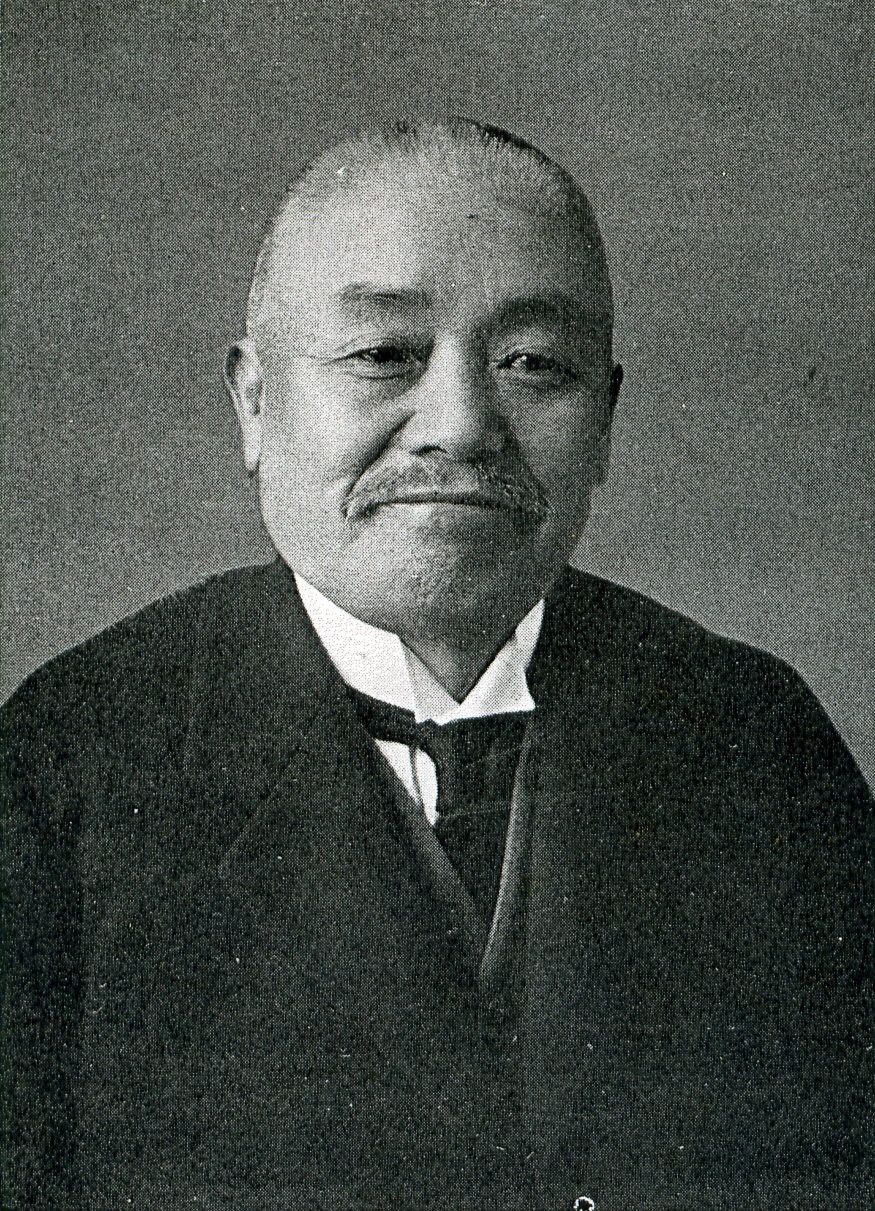
鈴木梅四郎の肖像写真

鈴木 梅四郎（すずき うめしろう、1862年5月24日〈文久2年4月26日〉 - 1940年〈昭和15年〉4月15日）は、明治 - 昭和期の実業家、政治家、社会運動家。財団法人実費診療所創立者。

## 経歴
信濃国水内郡安茂里村（現在の長野県長野市安茂里地区）に農業・鈴木龍蔵の二男として生まれる。1881年（明治14年）慶應義塾へ入学。1887年卒業。
卒業後、時事新報から横浜貿易商組合顧問となり、機関紙横浜貿易新聞の主筆に就任。その後中上川彦次郎の引きで三井銀行に転職し、各地支店長を務めるが、後に王子製紙へ移り専務に就任。
王子製紙時代には、1902年（明治35年）に現在の北海道苫小牧市の苫小牧工場建設に手腕を発揮したほか、1919年（大正8年）には台湾の宜蘭市にバガスを原材料とする製紙工場を建設した。
王子製紙在籍時に日本の医療制度の貧弱さを目の当たりし、社会福祉の充実を主張しその一環として、医療所不足を解消するため1911年に実費診療所を東京府京橋区に設置。その後、横浜・大阪等各地に設立。各地で医師会が反発し、対立に直面した。1912年（明治45年）に立憲政友会の衆議院議員となる（通算当選5回）。